# Station Pątnów Legnicki
Station Pątnów Legnicki was een spoorwegstation in de Poolse plaats Pątnów Legnicki.